# Perry Anderson
Perry Anderson (Londres, 11 de septiembre de 1938) es un historiador y ensayista político inglés, especialista en historia intelectual. Es profesor de Historia y Sociología en la Universidad de California y editor de la revista New Left Review. Es hermano del académico Benedict Anderson.

## Biografía
Anderson nació en 1938 en Londres. Su padre, James Carew O'Gorman Anderson (1893-1946), que descendía del general Francis Anderson, era funcionario de la Aduana Imperial Marítima en China. Su madre, Veronica Beatrice Mary Bigham, también inglesa, era hija de Trevor Bigham, comisionado adjunto de la Policía Metropolitana (1914-1931), y se casó en segundas nupcias con James en 1933. La familia de Anderson se mudó a China cuando su padre fue trasladado para desempeñar funciones en la Aduana Imperial Marítima. Después de la guerra, la familia se muda al sur de Irlanda. Anderson fue educado en Eton y Worcester College (1956-1959), Oxford, donde obtuvo su primer grado. Sus intereses van desde la filosofía y la psicología a las lenguas, especialmente el ruso y el francés. Su llegada a Oxford coincidió con la invasión soviética a Hungría, con la crisis de Suez y con la efervescencia de la Nueva Izquierda, de la cual se convirtió en un actor central.

## Carrera
Redactor durante muchos años de New Left Review, Perry Anderson ha sido descrito como "uno de los principales pensadores marxistas contemporáneos", o en palabras de Terry Eagleton, "el más brillante marxista intelectual británico".
Maestro tanto en la sustancia como en el estilo, la obra de Anderson se extiende desde el excepcionalismo inglés al absolutismo europeo, de la política de transiciones latinoamericanas, a los cambios en el marxismo occidental, de los orígenes del posmodernismo, al exterminismo y la Guerra Fría.
En 1974 escribió dos obras consideradas magistrales: Transiciones de la antigüedad al feudalismo, enfocado en la creación de las sociedades feudales; y El Estado absolutista, en donde examina las monarquías absolutas. Su trabajo fue descrito en The New York Review of Books como "un formidable logro intelectual", distinguido tanto por su profundidad conceptual como por su estilo. Como colaborador regular de London Review of Books, Perry Anderson disfruta de un enorme reconocimiento dentro de la comunidad intelectual europea.[cita requerida]
Si hay discontinuidades y rupturas dentro de la carrera intelectual de Anderson, hay también continuidades profundas. Es destacable también su atención al cambio histórico y político en el largo plazo. Sus trabajos incluyen Los orígenes de la posmodernidad, las preguntas sobre Europa y una importante sinopsis de las políticas de izquierda titulada “Renovaciones" publicadas en los temas del milenio de New Left Review.
En 1980 asumió el cargo de profesor en la New School for Social Research. Después trabajó nuevamente como redactor en New Left Review hasta su retiro en el 2005, donde continuó trabajando en el comité editorial. En 2010 publicó "El laboratorio implacable de la Historia". Perry Anderson enseña Historia y Sociología en la Universidad de California, Los Ángeles.

### Obras de Perry Anderson en castellano
- 1974 "Consideraciones sobre el marxismo occidental"
- 1977 La cultura represiva (Elementos de la cultura nacional británica (Anagrama)
- 1978 Las antinomias de Antonio Gramsci. Madrid: Akal. 2018. ISBN 9788446046134.
- 1979 Transiciones de la antigüedad al feudalismo (Siglo XXI Editores)
- 1979 El Estado absolutista (Siglo XXI Editores)
- 1979 Consideraciones sobre el marxismo occidental (Siglo XXI Editores)
- 1985 Teoría política e historia. Un debate con E. P. Thompson (Siglo XXI Editores)
- 1986 Tras las huellas del materialismo histórico (Siglo XXI Editores)
- 1995 Los fines de la historia (Tercer Mundo)
- 1998 Campos de batalla (Anagrama)
- 1998 Los orígenes de la posmodernidad (Anagrama)
- 2002 Internacionalismo: un breviario en New Left Review 14 (Akal)
- 2002 Fuerza y consentimiento en New Left Review 17 (Akal)
- 2005 Armas y derechos. Rawls, Habermas y Bobbio en la era de la guerra en New Left Review 31, marzo/abril (Akal)
- 2008 Apuntes sobre la coyuntura en New Left Review 48, enero/febrero (Akal)
- 2008 Spectrum. De la derecha a la izquierda en el mundo de las ideas (Akal)
- 2009 ¿Una nueva Alemania? en New Left Review 57, julio/agosto (Akal)
- 2010 Dos revoluciones en New Left Review 61, marzo/abril (Akal)
- 2012 El viejo nuevo mundo (Akal)
- 2014 Imperium et Consilium. La política exterior norteamericana y sus teóricos (Akal)
- 2024 La Revolución de los Claveles empezó en África (Verso)